# Montagnula spartii
Montagnula spartii är en svampart som först beskrevs av Fabre, och fick sitt nu gällande namn av Aptroot 1995. Montagnula spartii ingår i släktet Montagnula och familjen Montagnulaceae.  Arten är reproducerande i Sverige. Inga underarter finns listade i Catalogue of Life.